# Campionati statunitensi di ginnastica artistica 1996
I Coca-Cola U.S. Gymnastics Championships sono stati la 34ª edizione dei Campionati statunitensi di ginnastica artistica. Si sono svolti alla Thompson-Boling Arena di Knoxville dal 5 giugno all'8 giugno 1996.

## Accesso agli Olympic Trials
Sia nella categoria senior femminile che in quella maschile, furono i primi 14 atleti in classifica a qualificarsi. Nella categoria senior femminile, Amy Chow e Andree Pickens chiesero di essere formalmente ammesse.

## Programma
Tutti gli orari sono in UTC-5.
| Giorno   | Ora   | Gara                               |
| -------- | ----- | ---------------------------------- |
| 5 giugno | 10.00 | Prima Giornata Donne (Junior)      |
| 5 giugno | 14.30 | Prima Giornata Uomini (Senior)     |
| 5 giugno | 19.30 | Prima Giornata Donne (Senior)      |
| 6 giugno | 14.00 | Prima Giornata Uomini (Junior)     |
| 6 giugno | 19.00 | Seconda Giornata Uomini (Senior)   |
| 7 giugno | 14.00 | Seconda Giornata Donne (Junior)    |
| 7 giugno | 19.00 | Seconda Giornata Donne (Senior)    |
| 8 giugno | 13.00 | Finali Ad Attrezzo Uomini (Senior) |
| 8 giugno | 18.00 | Finali Ad Attrezzo Donne (Senior)  |

## Podi

### Uomini Senior
| Evento                | Oro           | Punteggio | Argento             | Punteggio | Bronzo              | Punteggio |
| Concorso individuale  | Blaine Wilson | 114.800   | John Roethlisberger | 114.625   | John Macready       | 112.775   |
| Corpo libero          | Jay Thornton  | 9.737     | Josh Stein          | 9.612     | Stephen McCain      | 9.600     |
| Cavallo con maniglie  | Josh Stein    | 9.712     | Blaine Wilson       | 9.600     | John Roethsliberger | 9.050     |
| Anelli                | Kip Simons    | 9.637     | John Macready       | 9.500     | Garry Denk          | 9.475     |
| Volteggio             | Blaine Wilson | 9.537     | Jay Thornton        | 9.525     | John Macready       | 9.462     |
| Parallele simmetriche | Jair Lynch    | 9.762     | Kip Simons          | 9.675     | Blaine Wilson       | 9.612     |
| Sbarra                | Bill Roth     | 9.687     | Aaron Cotter        | 9.662     | John Macready       | 9.637     |

### Donne Senior
| Evento                 | Oro             | Punteggio | Argento         | Punteggio | Bronzo            | Punteggio |
| Concorso individuale   | Shannon Miller  | 78.380    | Jaycie Phelps   | 78.330    | Dominique Moceanu | 78.220    |
| Volteggio              | Dominique Dawes | 9.800     | Kerri Strug     | 9.793     | Kristy Powell     | 9.756     |
| Parallele asimmetriche | Dominique Dawes | 9.912     | Katie Teft      | 9.825     | Monica Flammer    | 9.787     |
| Trave d'equilibrio     | Dominique Dawes | 9.862     | Mohini Bhardwaj | 9.650     | Katie Teft        | 9.637     |
| Corpo libero           | Dominique Dawes | 9.900     | Kerri Strug     | 9.862     | Jennie Thompson   | 9.775     |